# カニングフォーク

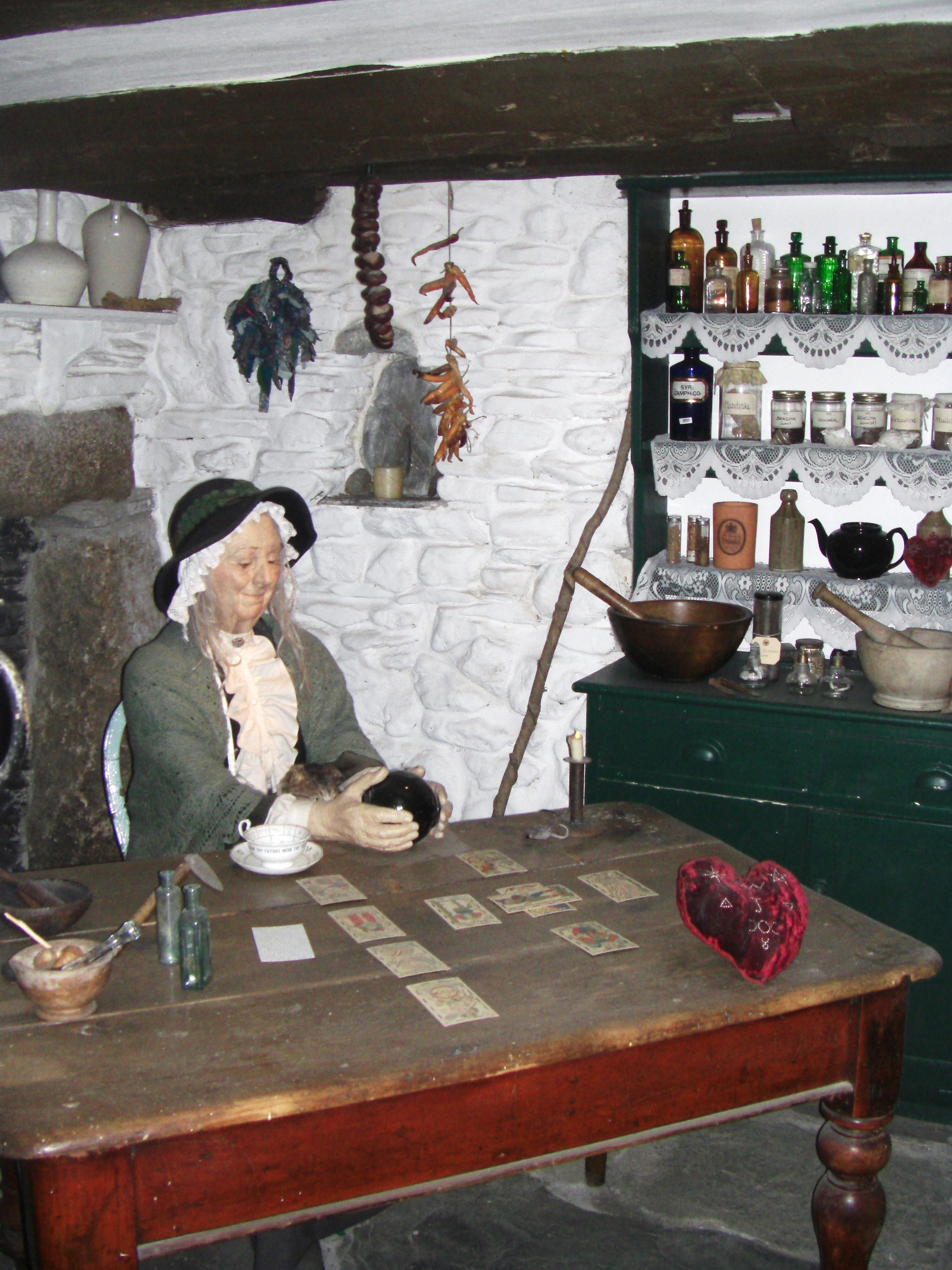
カニングウーマン

カニングマン（cunning man、男性の場合）またはカニングウーマン（cunning woman、女性の場合）はイングランドの歴史において本職または副業として民間呪術に携わっていた人のことである。以下、男女問わない集合的な呼称としてカニングフォーク（cunning folk）と表記する（folk は人々の意）。このような人々は、しばしば魔法使い（wizard）、賢い人（wise man, wise woman）、呪医（witch doctor）、拝み屋（conjurer）とも呼ばれていた。デヴォン州以外の地域では近代までカニングフォークのことを指して白魔女（white witch）という言葉が使われることはめったになかった。

## カニングフォークと魔女
カニングクラフト（cunning-craft、賢者のわざ）とウイッチクラフト（witchcraft、魔女のわざ、妖術）の関係については意見が分かれる。歴史学者のロナルド・ハットン（Ronald Hutton）は後者は純粋にヨーロッパの魔女狩りにおける民衆の幻想にすぎなかったと考え、そのため両者は峻別されると主張する。彼は「カニングフォーク」という言葉をブリテン諸島だけでなくイタリアやヨーロッパのその他の地域における民間呪術師に対しても用いている。
E・ウィリアム・モンター（E. William Monter）、エーヴォ・ポクス（Éva Pócs）、カルロ・ギンズブルグ、グスタフ・ヘニングセン（Gustav Henningsen）といった他の歴史学者らは、キリスト教の聖職者や教会法学者から着せられた悪魔的外被を除くと、多くの諸個人がウイッチクラフトのステレオタイプに多くの点で適合する信仰と実践を有していたとし、その限りにおいて魔女はかつて実在していたと主張する。特にモンターは、イングランドのカニングフォークとフランスの白魔女との間の際立った類似性を確認し、両者が共通の信念体系から生じたものである可能性を見出している。
他の多くのヨーロッパの呪術の従事者と同様、カニングフォークは依頼人の苦しみの原因である魔女を特定することにより、魔女発見者の役割を果たすこともあった。「魔女」（害悪魔女）と「反魔女」（害悪魔女に対抗する呪術師）を区別することはヨーロッパ中でほとんどないが、地域の信頼された呪術師は反魔女とみなされた。一方でその地域社会の外部の呪術師は「魔女」とみられることの方が多かった。

## カニングフォークの歴史
オーウェン・デイヴィーズ（Owen Davies）の歴史研究は、英国の農村や都市の暮らしにおいてカニングフォークがどの程度人々に認められた役割をもっていたかを明らかにした。それによると19世紀には国中で数千人の従事者がいたと見積もられる。国中の町や村で公然と仕事をしている姿がみられたと想像され、彼らは地域社会の有用な成員であった。一部のカニングフォークは成功をおさめ、何マイルも離れたところからも依頼人を呼び込むまでになった。ほとんどのカニングフォークは限定的なサービスを狭い地域に提供した。カニングフォークはよい暮らしをすることもできた。彼らの仕事には通常、既定の料金があった。稼いだ金のために彼らは、特に教養ある層から、騙されやすい人から隠し芸で金を取る詐欺師やペテン師とみなされることも多かった。予言を確かなものにするために客の身辺を密かに探る、決して見つからないはずの巨万の宝の存在を再三再四請合う、盗みや妖術を働いたとして罪なき人を告発する、といったようなペテンに引っかかる者もいたのは確かである。起訴される危険性が薄れた19世紀までには、カニングフォークは自らの仕事を宣伝し、本を執筆するまでになった。
イングランドでは17世紀になってようやく呪術的信仰が教養層と民衆の双方の思想に広まった。この民衆呪術の一部は「旧き信仰」すなわちカトリシズムから受け継いだものであった。カトリックの司祭は、ラテン語の祈りの文句を繰り返し唱えたり、ミサに参列したり、さらには聖体を捧げ持つ司祭を目にするだけでも、旅の安全、安産、失せ物を取り戻す、失明を防ぐといった恩恵が得られると宣伝した。前キリスト教的な呪術的信仰と儀式もまた、近世にも残存していた。自然の精霊と異教の神々は聖人と同じように崇拝されていた。古代の祖先崇拝の伝統は死者への崇拝という形で保存されており、教会暦の聖なる行事のほとんどは前キリスト教の祝祭の上に重ねられたものであった。多くの祝祭と地域社会の行事はキリスト教的な装いの下に異教的儀式を保存していた。カトリシズムは前キリスト教の呪術を巧妙に取り入れてきたが、近世の英国の人々は本質的に、ほとんどキリスト教に由来しないアニミズム的な世界観を有していた。イングランドとスコットランドの多くの地域では小教区に駐在の司祭はおらず、相当の割合の平民はほとんど教会に行かなかった。教会に行く人についても、多くは無関心であるか無理解であったため、キリスト教の初歩的な教義も知らないありさまであった。一方でこうした人々は複雑な呪術的信仰体系を保持していた。特にそれは妖精、自然の精霊、亡霊に関連していた。
民衆の間では妖精、天使、聖人、亡霊、悪魔の間の区別はあまりなかったが、妖精はほとんどつねに死者と結び付けられた。妖精は一般に人間に似ており、酷似した生き物を導き、よりいっそう長生きし、不可視になったり姿を変えることができ、飛ぶことができ、病を治し、未来の出来事を予知することができると考えられた。幸運を求める心と畏怖心から、人々はこうした存在の機嫌を損ねないよう心掛けていた。人々は呪術の専門家を通じて、生活上の重要な問題、とりわけ健康に関することにも妖精の助力を求めた。妖精が「ほとんどの病気を引き起こし平癒させる」という信仰は民衆の中に保たれていた。
一般の人々も普段から自分でまじないや儀式的行為を行っていたが、いっそうの熟練の技を要する場合には呪術の専門家に頼った。彼らは賢い人（wise man, wise woman）、魔女（white witch, black witch）、魔法使い（wizard）、まじない師（sorcerer）、拝み屋（conjurer）、祈祷師（blesser）、夢占い師（dreamer）と呼ばれ、これらの呼称は置換可能であった。こうした専門家のほとんどは無教養で貧しい階層の出身であったが、少数ながら相当数の人々は自由民で、呪術の指南書をも所持していた。魔女が使い魔を使役していると信じられたように、カニングフォークも仕事においてしばしば精霊や使い魔を使役したようであるが、実際、カニングフォークと「魔女」をはっきり区別することは困難であり、近世には区別はしばしばあいまいになった。一部のカニングフォークは完全に良きものとされていたが、それ以上に多くのカニングフォークが両義的な存在として見られ、いくばくかの恐れを抱かれた。

## カニングフォークの仕事
妖術に対する守り：彼らの重要な役割のひとつであり、金になる仕事であった。カニングフォークは妖術を察知し、魔除けを使ってこれに対抗することができると主張した。多くの場合、彼らは呪詛を行っている魔女を発見することができるとも主張していた。イングランドで魔女の処刑が行われなくなる1684年以降、カニングフォークは、妖術に苦しめられていると思い込んでいる人々に妖術を打ち消す手段を提供した。
治療
彼らは薬草と呪文を組み合わせた技を使って病にかかった人間や動物を助けようとした。カニングフォークの中には薬草（ハーブ）と民間療法に通じている者がいた。
失せもの探し
盗難、紛失、いずれの場合でもカニングフォークは呪術を用いて失せ物を探し、また犯人を特定することもできるとされていた。
宝探し
カニングフォークはさまざまなまじないによって宝物を見つけることができるとされていた。
占い
占星術、水晶球観照、紅茶占いなど、さまざまな方法を用いての未来予知。
愛の呪術
これにはしばしば占いが役に立った。彼らは愛のまじないと惚れ薬も提供した。
多くの場合カニングフォークはこうした一般的な仕事を専門とし、さまざまな変則的な依頼にも対応した。彼らが使ったさまざまな呪文は、ペンシルベニア・ダッチが使ったパウワウ en:Pow-wow (folk magic) に似ている。

## カニングフォークの法的地位
カニングフォークが提供するまじないと呪術の業務は、厳密に言えばカトリックの教義に反するものであった。教会法に拠ればこのようなまじないは罰せらるべきである。とはいえほとんどのカニングフォークは告発されなかった。それどころか中世期においては村の司祭が民間呪術の使い手となることもあったと思われる。宗教改革後も実質的に状況は変わらなかった。清教徒の牧師はしばしばカニングフォークを糾弾したが、それでも彼らは依然として重大な起訴を免れた。テューダー朝から続いた大魔女迫害時代においても同様であった。イングランドの魔女裁判においてカニングフォークは他の人よりも告発されそうではあったが、告発された人々の中でカニングフォークが占めた割合は依然として非常に小さく、彼らの大半は邪魔されずに仕事をしていた。オーウェン・デイヴィーズの研究の示唆するところ、これは大抵の人々は有益な呪術と悪意ある妖術の間に一線を画していたからである。イングランドではかつて一般人には魔女を告発する責任があるというコモン・ローがあったが、彼らはカニングフォークを告発することには関心がなかった。カニングフォークが妖術に対する防衛最前線となった時はなおさらであった。それどころか人々は妖術の問題についてカニングフォークに相談したため、魔女に対する告発にカニングフォークが加担することも多かった。
カニングフォークが裁判記録に登場するのは不運な客の告発による。彼らの呪術が誰かの病を治すのに失敗した場合、または何かペテンがありそうだと思われた場合、客はしばしば訴訟を起こした。魔女の死刑が廃された後でも、呪力があると主張することは依然として不法行為であった。呪術によって金を儲けた場合は特に違法とされた。そのためカニングフォークにとって起訴されることは相変わらず職業上の危機を意味した。

## カニングフォークと宗教
記録に残っているカニングフォークのほとんどは曲がりなりにもキリスト教徒であった。カニングフォークには司祭もいれば、献身的に教会に通う人もいた。中にはめったに教会に行かない人もいたが、彼らが古代の神々を礼拝するという意味での異教徒であったという証拠はない。一般にカニングフォークは呪術がいかに作用するかということは気にしなかった。彼らとそのコミュニティにとって重要なことは、呪術が効いたと人々が思うことである。カニングフォークが使ったまじないの技には古代を起源とするものもあったであろうが、かつて古き呪文とセットになっていた本来の異教信仰は失われて久しく、彼らが施術中にシャーマン的トランスを活用することはなかった。実際、彼らが使ったまじないは中世キリスト教的な民間呪術であり、しばしば神やイエス、マリア、聖人の名を唱えた。このため宗教改革後の時代には、カニングフォークはしばしばカトリック教徒として告発された。というのも彼らが頼ったものといえば、旧き信仰として当時排斥されたローマ・カトリックと相場が決まっていた。ステュアート朝までは、自分の力は妖精から教わったのだと主張する者もいたが、この考えは後に廃れた。カニングフォークは18世紀中葉までは相変わらず忙しかった。その頃すでに英国では、宗教的寛容によってカトリック教徒は危険をともなわずに公然と信仰告白できるようになったし、気安く無神論を公言することも可能になった。それどころか古典古代の神々を崇拝していると主張する奇特な人も出てきた。もはや異教信仰を隠すべき理由はほとんどなかった。このことからカニングフォークが何らの異教信仰も保持していなかったらしいことが判る。

## 関連図書
- 度会 好一 『魔女幻想　呪術から読み解くヨーロッパ』 中央公論新社〈中公新書〉、1999年、ISBN 4121014944。
- キャサリン・ブリッグズ 『妖精の時代』 石井美樹子・海老塚レイ子訳、筑摩書房、2002年、ISBN 4480836403。